# Edmundo Galdino
Edmundo Galdino da Silva (Araguaína, 28 de outubro de 1958 — Araguaína, 22 de abril de 2021) foi um torneiro mecânico, agropecuarista e político brasileiro que exerceu como deputado federal pelo Tocantins.

## Dados biográficos
Filho de Avani Galdino da Silva e Maria Matos da Silva. Torneiro mecânico e agropecuarista fazia política no movimento estudantil secundarista e prosseguiu em seus tempos universitários como estudante de História na Universidade Federal de Goiás e de Direito na Pontifícia Universidade Católica de Goiás. Educador sindical da Federação dos Trabalhadores na Agricultura de Goiás, não concluiu as graduações que frequentava.
Em 1982 foi eleito vereador pelo PMDB de Araguaína e em 1985 foi alvejado por pistoleiros durante uma manifestação pelos agricultores sem-terra e ficou paralítico, mas nada que impedisse sua candidatura a deputado estadual por Goiás em 1986, figurando na primeira suplência, sendo convocado a exercer o mandato graças à nomeação de parlamentares para o secretariado do governador Henrique Santillo.
Com a criação do Tocantins foi eleito e reeleito deputado federal pelo PSDB em 1988 e 1990 e durante sua estadia na Câmara dos Deputados presidiu o diretório estadual e foi membro do diretório nacional do partido. Relator de uma Comissão Parlamentar de Inquérito sobre crimes de pistolagem como as mortes de Olavo Pires e Edmundo Pinto, votou a favor do impeachment do presidente Fernando Collor em 1992. Não disputou a reeleição em 1994 e viu a derrota da esposa ao tentar sucedê-lo. Nomeado diretor de administração e finanças e depois assessor especial do Instituto Nacional de Colonização e Reforma Agrária (INCRA) no governo Fernando Henrique Cardoso, perdeu as eleições para deputado federal em 1998 e após uma passagem fugaz pelo PPS retornou ao PSDB e foi eleito suplente de deputado federal em 2002 e a exemplo do ocorrido na legislatura anterior foi convocado a exercer o mandato. Filiado ao PDT em 2005, acabou expurgado do partido.
Edmundo Galdino foi presidente da Agência Tocantinense de Saneamento (ATS) responsável pela água e tratamento de esgoto para 78 municípios do Tocantins que vinham sendo mantidos pela Saneatins, agora em poder da nova agência.

## Morte
Edmundo morreu em 22 de abril de 2021 em um hospital de Araguaína, aos 62 anos de idade, de parada cardíaca.